# Oliver Penrose
Oliver Penrose (* 6. Juni 1929 in London) ist ein britischer Mathematiker und Physiker.
Er ist der Sohn des Wissenschaftlers Lionel Penrose und Bruder des Mathematikers und Physikers Roger Penrose, des Schachmeisters Jonathan Penrose und der Genetikerin Shirley Hodgson. Er ist mathematischer Physiker und befasst sich insbesondere mit Statistischer Mechanik, mit  Thermodynamik sowie Physikalischer Chemie. Er war am University College London und am King’s College der Universität Cambridge und promovierte bei Harold Neville Vazeille Temperley. Anschließend war er Post-Doktorand bei Lars Onsager.
Oliver Penrose war Professor für Mathematik zunächst an der Open University in Milton Keynes, 1986 bis zu seinem Ruhestand 1994 dann an der Heriot-Watt University in Edinburgh. Sein Hauptarbeitsgebiet ist die mathematische Behandlung von Modellen der statistischen Mechanik und die Theorie der Phasenübergänge, unter anderem Kinetik von Phasenübergängen in Metallen und Physikalische Chemie von Surfaktanten. Von ihm stammt das in Supraleitung und Supraflüssigkeiten wichtige Konzept der off diagonal long range order. Er befasste sich auch mit Interpretation der Quantenmechanik und Physik des Zeitpfeils.
Zu seinen Hobbys gehören Musik (Klavier und Cello) und Schach.